# Jardin de l'hôpital (Bouxwiller)
Pour les articles homonymes, voir Jardin de l'hôpital.
Le jardin de l'hôpital est un monument historique situé à Bouxwiller, dans le département français du Bas-Rhin.

## Localisation
Ce bâtiment est situé au 3, rue du Canal à Bouxwiller.

## Historique
L'édifice fait l'objet d'une inscription au titre des monuments historiques depuis 1930.

## Architecture

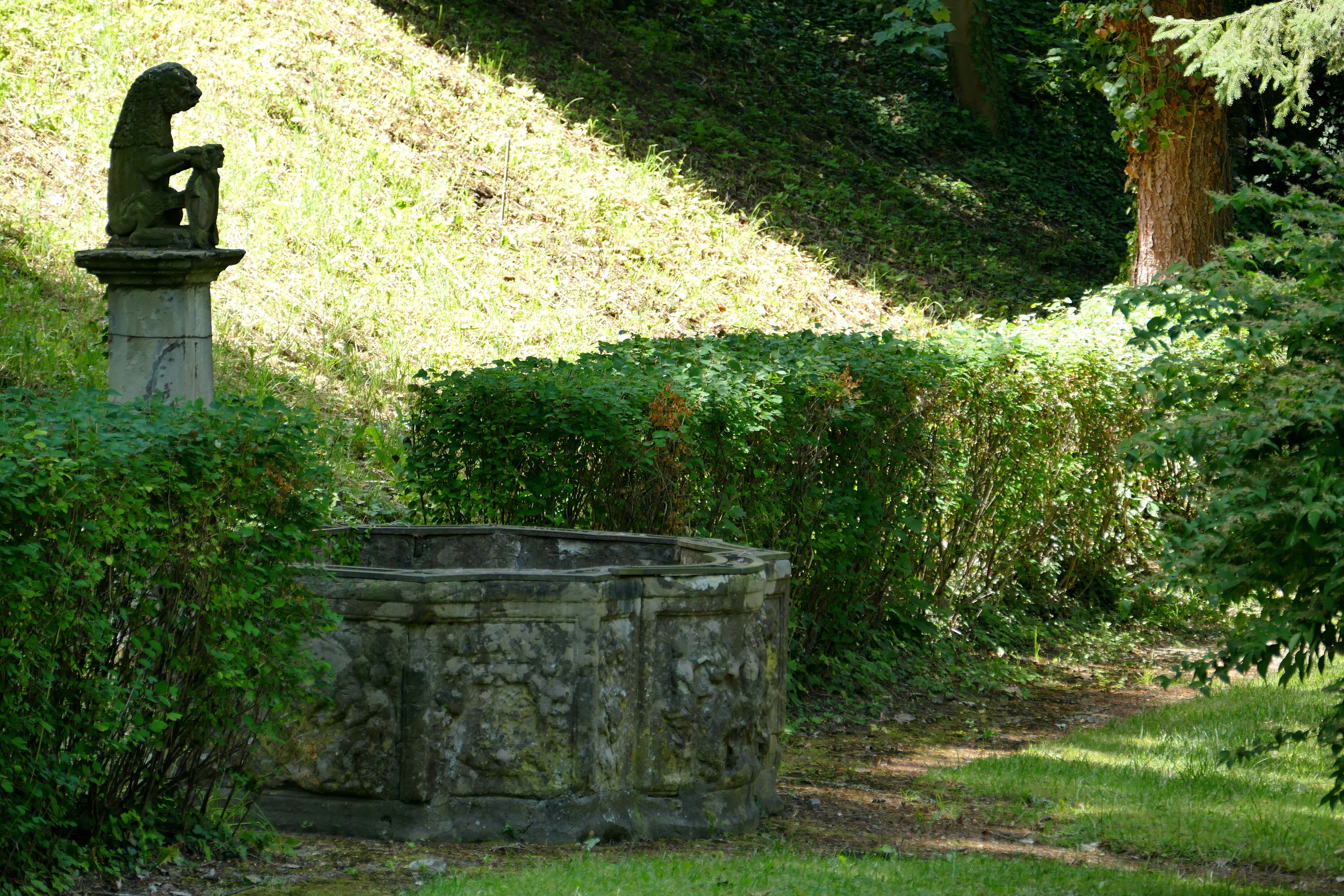
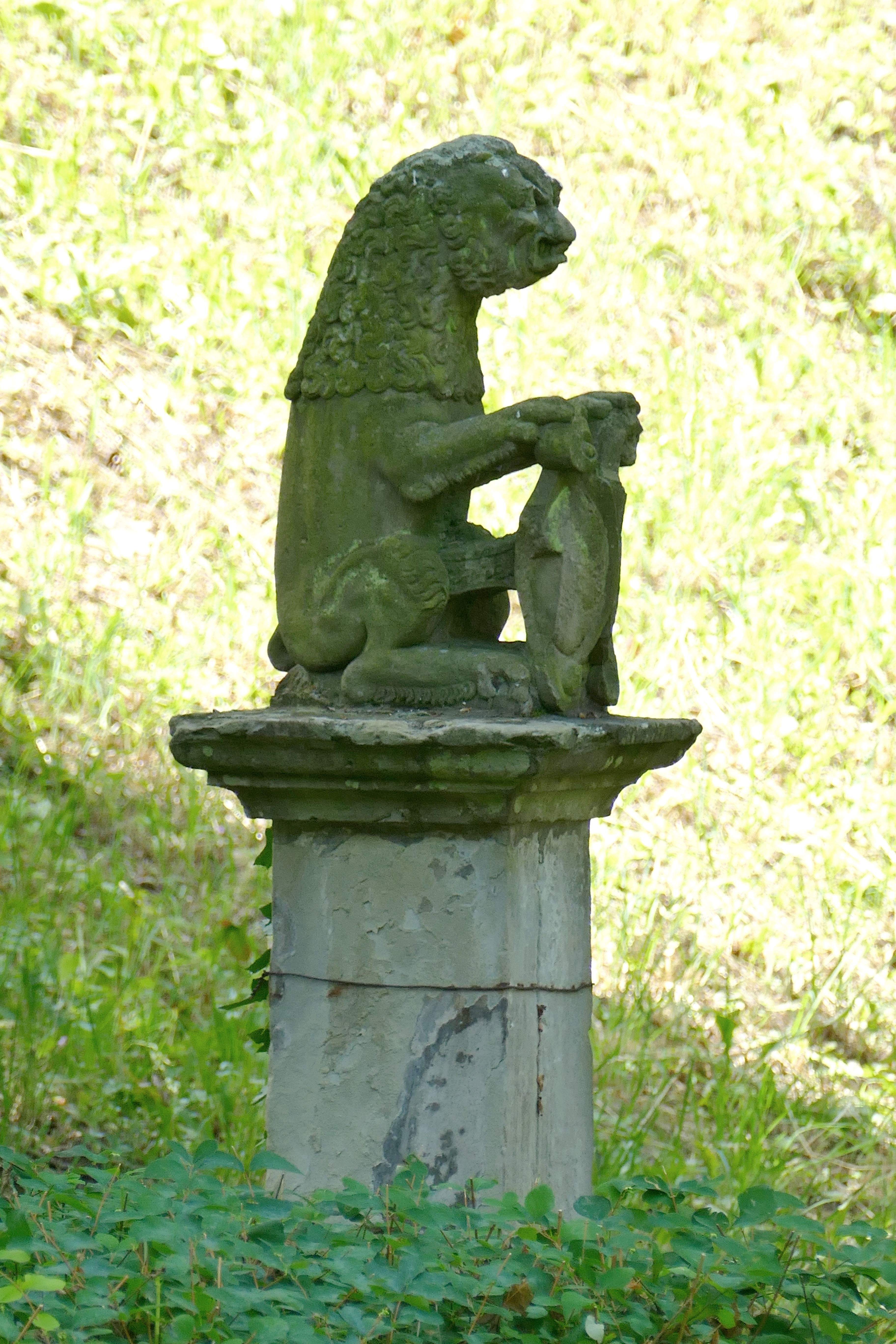
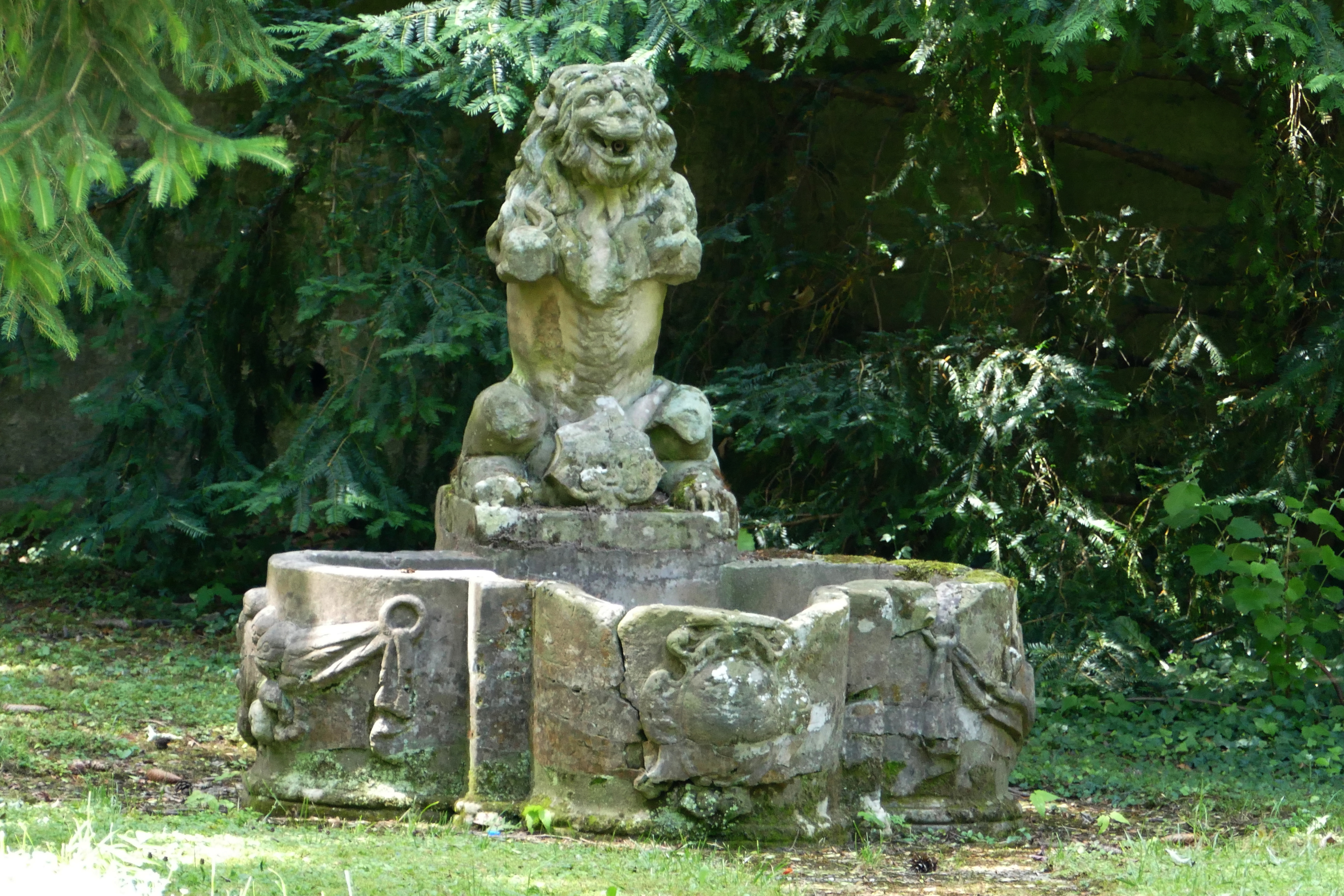
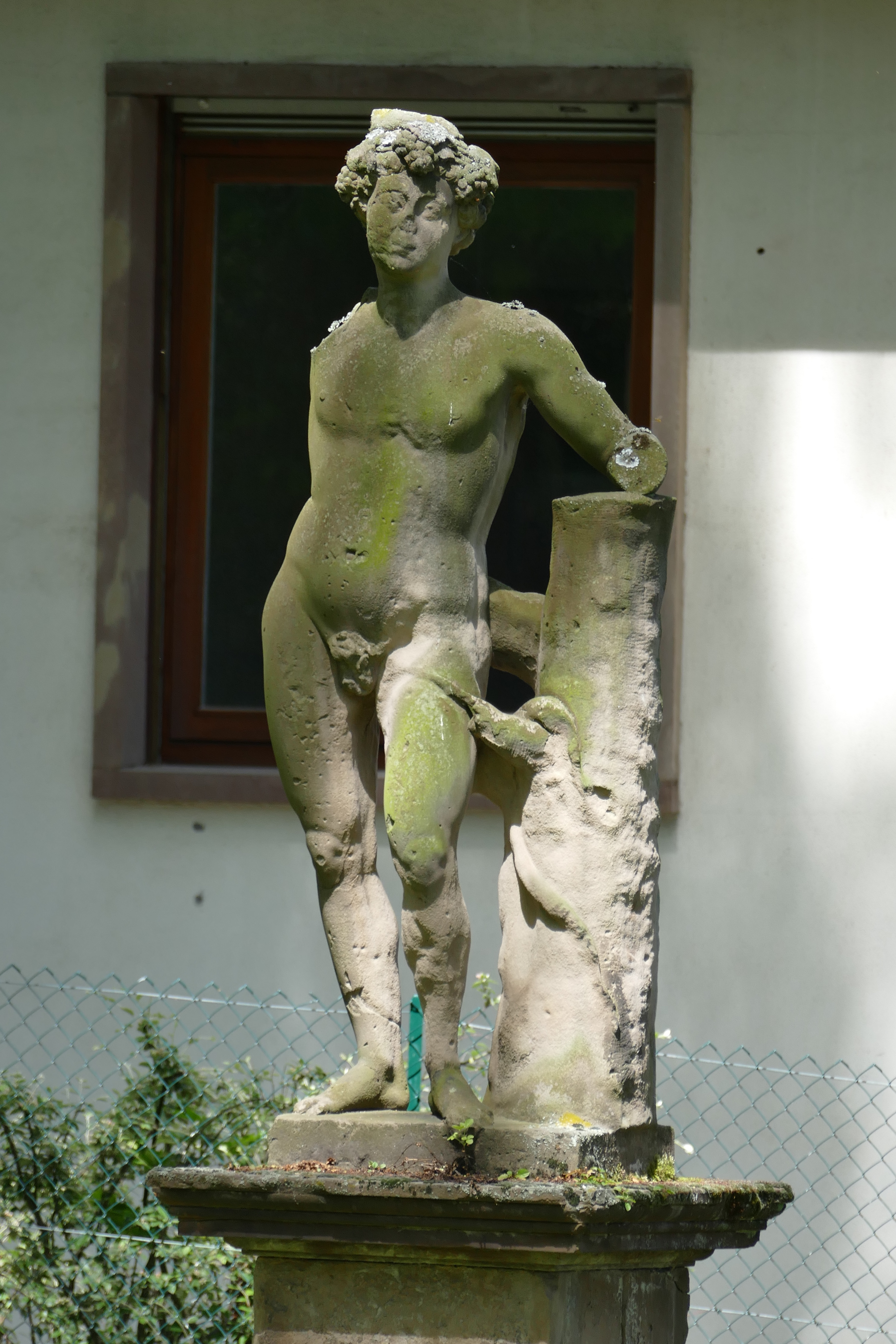